# Derenik Demirgian
Derenik Demirgian (în armeană:  Դերենիկ Դեմիրճյան) (n. 6 februarie 1877 - d. 6 decembrie 1956) a fost un poet, romancier, dramaturg și traducător armean.

## Opera
- 1905/1912: Lenk-Timur, poem filozofic;
- 1916: Supranumerar ("Awelord"), povestire satirică;
- 1916: Popa ("Terter"), satiră;
- 1910/1912: Wasak;
- 1916: Judecata ("Datastan": Դատաստան), dramă;
- 1917: Bogatul Hownane ("Harust Hownane": Մեծատուն Հովհաննես);
- 1936: Tovarăși ("Enkerner": Ընկերները);
- 1938: Pământ strămoșesc ("Jerkir hajreni": Երկիր Հայրենի), dramă istorică;
- 1943/1946: Vartanank, capodopera sa, roman ce evocă un moment din istoria poporului armean.